# Stazione di Città del Vaticano
(Papa Pio XI assistendo ai lavori di ultimazione della stazione)
La stazione di Città del Vaticano (detta anche stazione del Vaticano o stazione Vaticana) è la piccola stazione ferroviaria della Città del Vaticano; si trova al termine della ferrovia Vaticana, nelle vicinanze dell'importante stazione di Roma San Pietro, della ferrovia Tirrenica e punto di diramazione per la Roma-Viterbo.

## Storia

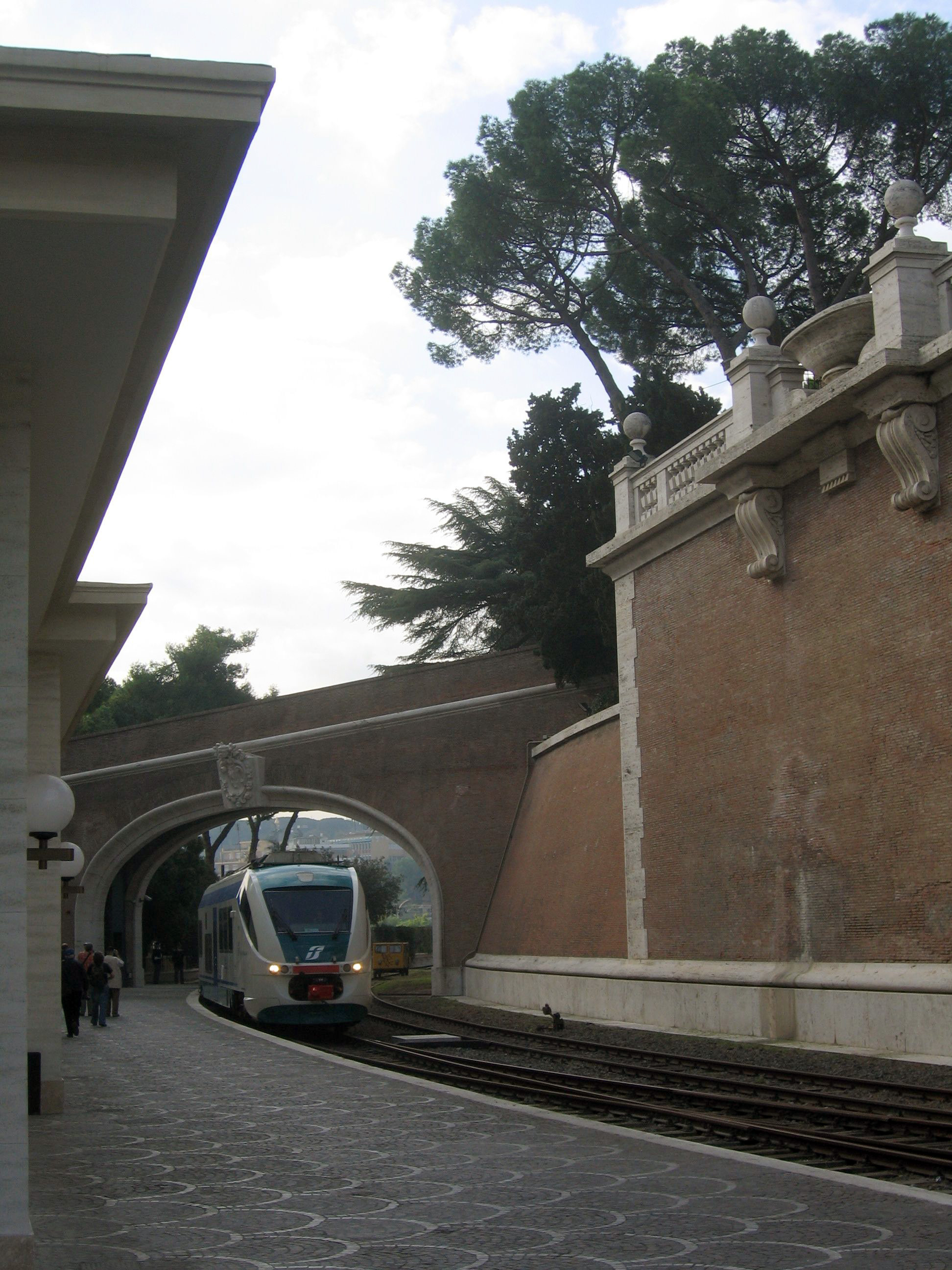
Un Minuetto diesel entra nella stazione, il 2 ottobre 2008

I lavori di costruzione incominciarono il 3 aprile 1929 e il suo collaudo avvenne nel marzo-aprile 1932 utilizzando la locomotiva 735-210.
Il 12 settembre 1934 la proprietà passò dalle Ferrovie dello Stato italiane al Vaticano, cui venne ufficialmente consegnata il 2 ottobre 1934, alla presenza dei rappresentanti del Ministero dei Lavori pubblici del Regno d'Italia.
La stazione è stata utilizzata in maniera saltuaria e in occasioni speciali: l'11 aprile 1959 partì dalla stazione vaticana la salma di Pio X, che venne temporaneamente portata a Venezia per volere di Giovanni XXIII.
Papa Giovanni XXIII, il 4 ottobre 1962, per il suo pellegrinaggio a Loreto e ad Assisi fu il primo papa a usare la stazione di Città del Vaticano. Il papa partì per Loreto e ritornò da Assisi col treno presidenziale italiano messo a sua disposizione.
L'8 novembre 1979, papa Giovanni Paolo II ha usufruito della stazione e del treno ETR.250 "Arlecchino" delle Ferrovie dello Stato nel corso della XXI Giornata del Ferroviere, per l'incontro con i ferrovieri allo scalo di smistamento delle Ferrovie dello Stato al Salario, via Roma San Pietro, Roma Trastevere e Roma Termini.
A fine anni ottanta il salone è diventato l'ufficio Merci e tagliato in due per far posto al primo piano al Museo Filatelico Numismatico.
Giovanni Paolo II, il 24 gennaio 2002, ha usato nuovamente la stazione, con un treno delle Ferrovie dello Stato, per recarsi ad Assisi, alla basilica di Santa Maria degli Angeli, in occasione della giornata di preghiera comune per la pace nel mondo assieme ai rappresentanti delle altre religioni.
Papa Benedetto XVI ha utilizzato la stazione il 27 ottobre 2011, partendo per Assisi.
Per il traffico regolare di passeggeri, prima dell'apertura definitiva nel 2015, è stata usata poche volte, ad esempio per un treno di malati organizzato dall'UNITALSI per un gruppo di turisti di Perugia che hanno ottenuto un treno speciale delle Ferrovie dello Stato per poter visitare la Cappella Sistina, per un treno verde, per una vaporiera che portava ragazzi in giro per l'Italia e, il 2 ottobre 2008, per una visita della Società tedesca di storia ferroviaria.
L'11 settembre 2015 la stazione venne ufficialmente aperta al servizio viaggiatori con il treno delle Ville Pontificie, effettuato con materiale storico, e dal 12 settembre 2015, la località è collegata ogni sabato alle stazioni di Castel Gandolfo e Albano Laziale, per permettere al pubblico di raggiungere le residenze papali, in particolare la Galleria dei ritratti dei Pontefici del Palazzo Pontificio. Il servizio è stato attivato pensando al Giubileo straordinario della misericordia.
Il 21 maggio 2016 un treno storico a vapore composto da una Locomotiva FS 625 del 1918 e con sei carrozze del 1928 per raccogliere fondi in occasione del trentennale dell'Onlus CasAmica ha trasportato in 45 minuti 500 pellegrini dalla stazione di Roma Termini a quella del Vaticano; assieme ai pellegrini erano presente l'AD di Trenitalia Barbara Morgante e il Ministro dei Beni e delle Attività Culturali e del Turismo Dario Franceschini che hanno incontrato il presidente del Pontificio Consiglio della Cultura, il cardinale Gianfranco Ravasi.
Nel maggio 2025 è stato presentato presso il Ministero delle imprese e del made in Italy un volume che riguarda anche la storia delle ferrovie in Vaticano, a cura di Gianluca della Maggiore e monsignor Viganò: "Pellegrini e spettatori, i Giubilei, il Treno, i Media" con il contributo della Fondazione FS Italiane.

## Strutture e impianti

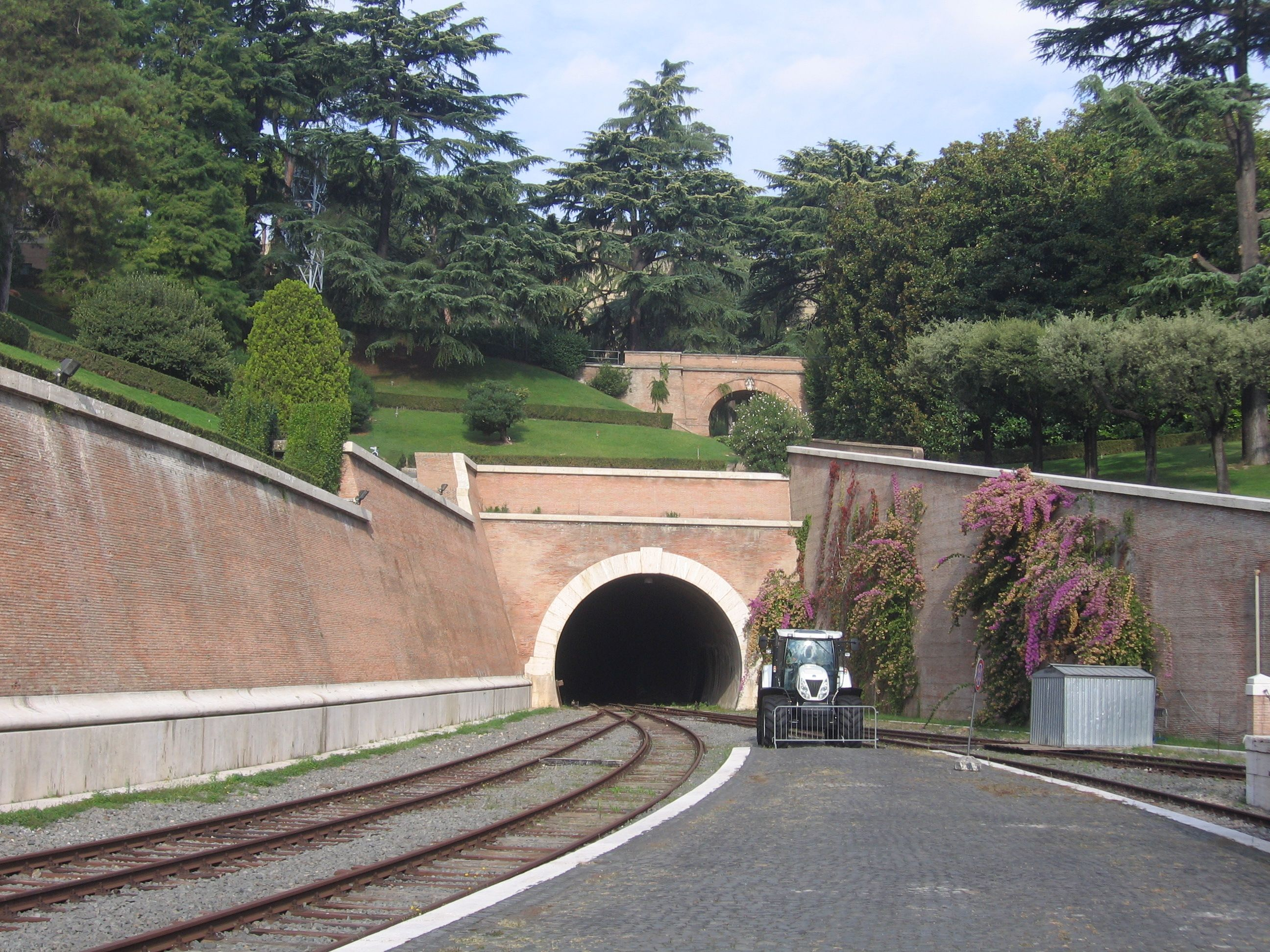
La galleria in cui termina la ferrovia dopo la stazione

La stazione dispone di un fabbricato viaggiatori e un corpo avanzato coperto dal lato dell'entrata che consente un parziale riparo ai veicoli in sosta. Su un lato sono presenti i locali destinati al servizio di manovra e a quello di sorveglianza.
Il piazzale dell'impianto è lungo 370 m e presenta due binari passanti, il primo di corretto tracciato e il secondo su tracciato deviato, e un tronchino, con un'unica banchina che si estende dal territorio vaticano fino a quello italiano che serve solamente il primo binario. Il sedime si conclude poco oltre la stazione con un’asta di manovra in una galleria lunga oltre 95 m.

### Architettura

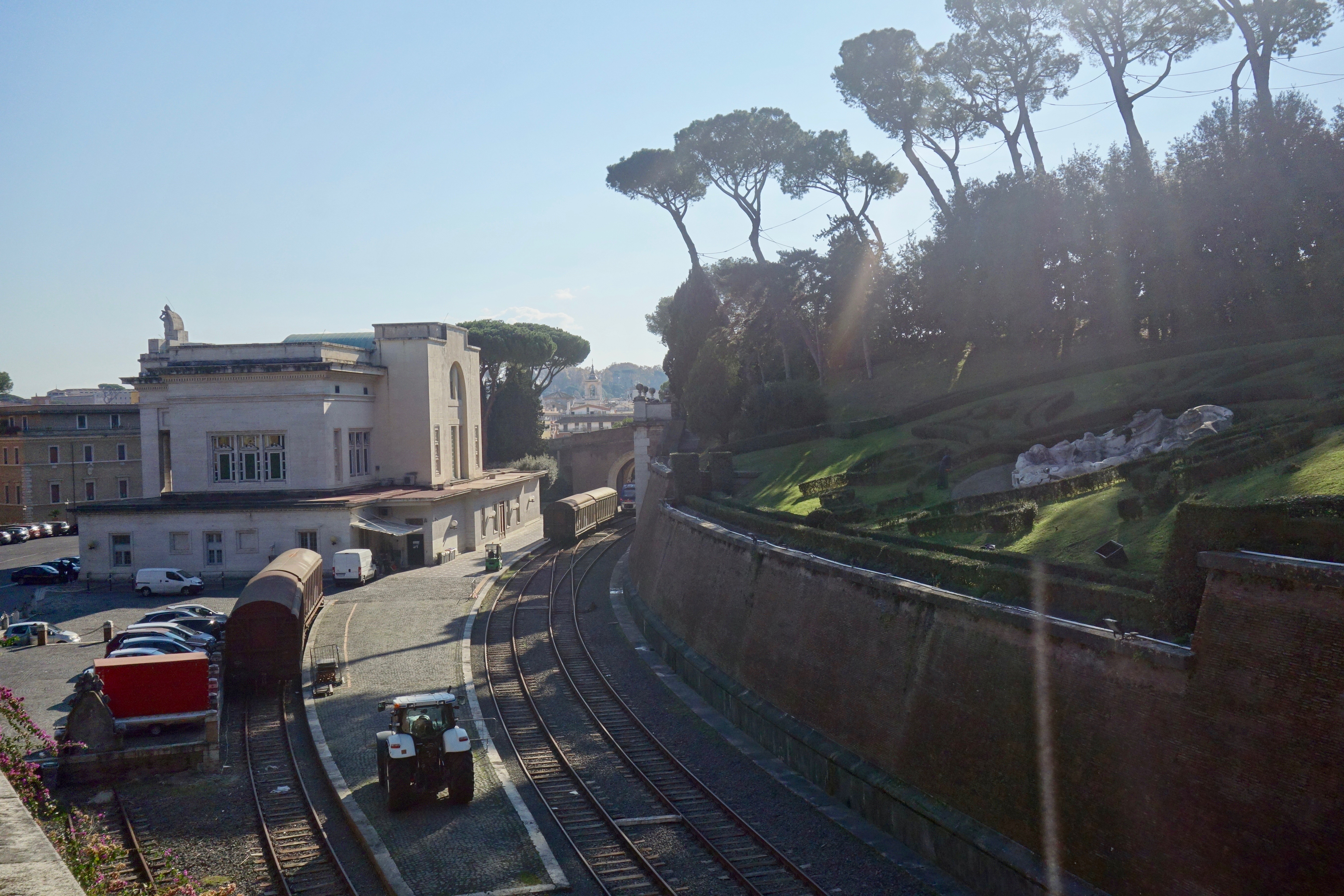
Il fabbricato della stazione visto dal lato dei binari di testa, a fine corsa

L'edificio della stazione sorge a poco più di venti metri dall'ingresso nello Stato Vaticano e fu costruito su progetto dell'ingegnere Giuseppe Momo, architetto di fiducia di papa Pio XI e incaricato della costruzione della stazione nel 1929.
Inaugurata nel 1933, ha una lunghezza di 61 ed una larghezza di 21,50 m; l'altezza varia dai 16,85 m della parte centrale per scendere ai 5,95 m delle due ali. La progettazione ha anche tenuto conto del fatto che avrebbe dovuto ospitare personalità importanti e, di conseguenza, vi si trovano all'interno arredi sontuosi e decori in marmo, mentre l'esterno è rivestito quasi interamente di travertino ad eccezione del lato binari dove il travertino non è originale.
Sono presenti anche alcune sculture opera di Edoardo Rubino, lo stemma di Pio XI sorretto da due figure rappresentanti il Pensiero e l'Azione e due grandi bassorilievi, il primo che rappresenta la pesca miracolosa di San Pietro ed il secondo il profeta Elia su un carro di fuoco.
L'edificio della stazione ospita il centro commerciale della Città del Vaticano.